# Nützenberg (Quartier)
Das Wuppertaler Wohnquartier Nützenberg ist eines von sieben Quartieren des Stadtbezirks Elberfeld-West. Namensgebend für das Wohnquartier ist die Erhebung Nützenberg.

## Geographie
Das 1,48 km² große Wohnquartier liegt im Westen Wuppertals. Östlich des Wohnquartiers liegt das Quartier Brill, die Quartiersgrenze geht dabei über die Kuppe des Nützenbergs und des Nützenbergparks. Im Südosten grenzt das Gebiet an das Quartier Arrenberg. Im Süden liegt das Wohnquartier Zoo, als Grenze wird die Bahnstrecke Düsseldorf–Elberfeld an der Flanke des Kiesbergs genommen. Das Gebiet der Wupper zusammen mit dem Stammwerk Elberfeld der Bayer AG gehört damit zum Quartier. Im Südwesten reicht das Gebiet bis zur Sonnborner Eisenbahnbrücke und grenzt dort im Westen an das Quartier Sonnborn. Die westliche Grenze bildet dabei zuerst die Friedrich-Ebert-Straße (in diesem Bereich Bundesstraße 228) und weiter nördlich die Varresbecker Straße (Bundesstraße 7). Im Nordwesten liegt das Quartier Varresbeck, die Varresbecker Straße und der Otto-Hausmann-Ring bilden hier die Grenze. 